# Chilton (Mid Suffolk)
Chilton is een verdwenen dorp in het Engelse graafschap Suffolk. Chilton komt in het Domesday Book (1086) voor als 'Ciltuna'. Eind negentiende eeuw werd het nog genoemd als gehucht op een kleine 2 km ten noorden van het stadje Stowmarket. Thans heeft deze gemeente het voormalige dorp opgeslokt. Het statige landhuis "Chilton Hall", waarvan de oudste delen uit de zestiende eeuw stammen, heeft een vermelding op de Britse monumentenlijst.